# Natação no Campeonato Mundial de Esportes Aquáticos de 2013 - 800 m livre masculino
A prova dos 800 metros livre masculino da natação no Campeonato Mundial de Esportes Aquáticos de 2013 ocorreu entre os dias 30 de julho e 31 de julho no Palau Sant Jordi  em Barcelona.

## Recordes
Antes desta competição, os recordes mundiais e do campeonato nesta prova eram os seguintes:
| Tipo                  | Atleta    | Tempo   | Local | Data                |
| --------------------- | --------- | ------- | ----- | ------------------- |
|                       | Zhang Lin | 7:32.12 | Roma  | 29 de julho de 2009 |
| Recorde do campeonato | Zhang Lin | 7:32.12 | Roma  | 29 de julho de 2009 |

## Medalhistas
| Ouro           | Prata                 | Bronze              |
| Sun Yang (CHN) | Michael McBroom (USA) | Ryan Cochrane (CAN) |

## Resultados

### Eliminatórias
Esses foram os resultados das eliminatórias.
| Pos. | Bateria | Raia | Nadador              | Nacionalidade  | Tempo   | Notas            |
| ---- | ------- | ---- | -------------------- | -------------- | ------- | ---------------- |
| 1    | 2       | 4    | Connor Jaeger        | Estados Unidos | 7:49.28 | Q                |
| 2    | 3       | 4    | Sun Yang             | China          | 7:49.37 | Q                |
| 3    | 4       | 4    | Ryan Cochrane        | Canadá         | 7:49.58 | Q                |
| 4    | 4       | 5    | Michael McBroom      | Estados Unidos | 7:50.62 | Q                |
| 5    | 3       | 3    | Oussama Mellouli     | Tunísia        | 7:50.77 | Q                |
| 6    | 2       | 8    | Pál Joensen          | Ilhas Feroé    | 7:50.81 | Q                |
| 7    | 3       | 5    | Gregorio Paltrinieri | Itália         | 7:52.33 | Q                |
| 8    | 4       | 6    | Jordan Harrison      | Austrália      | 7:52.55 | Q                |
| 9    | 3       | 8    | Matias Koski         | Finlândia      | 7:54.70 | Recorde nacional |
| 10   | 3       | 2    | Filip Zaborowski     | Polónia        | 7:55.65 |                  |
| 11   | 2       | 5    | Gabriele Detti       | Itália         | 7:56.15 |                  |
| 12   | 4       | 3    | Daniel Fogg          | Reino Unido    | 7:56.62 |                  |
| 13   | 4       | 2    | Sören Meissner       | Alemanha       | 7:56.64 |                  |
| 14   | 3       | 6    | Ayatsugu Hirai       | Japão          | 7:56.69 |                  |
| 15   | 3       | 1    | Marc Sánchez         | Espanha        | 7:57.64 |                  |
| 16   | 4       | 7    | Devon Myles Brown    | África do Sul  | 7:57.69 |                  |
| 17   | 4       | 1    | Damien Joly          | França         | 7:57.79 |                  |
| 18   | 2       | 3    | Serhiy Frolov        | Ucrânia        | 7:58.70 |                  |
| 19   | 4       | 0    | Richárd Nagy         | Eslováquia     | 7:59.69 |                  |
| 20   | 3       | 7    | Martin Grodzki       | Alemanha       | 8:00.36 |                  |
| 21   | 2       | 7    | Pawel Furtek         | Polónia        | 8:00.56 |                  |
| 22   | 2       | 6    | Gergő Kis            | Hungria        | 8:00.92 |                  |
| 23   | 2       | 1    | David Brandl         | Áustria        | 8:05.45 |                  |
| 24   | 3       | 9    | Uladzimir Zhyharau   | Bielorrússia   | 8:05.51 |                  |
| 25   | 2       | 0    | Anton Sveinn McKee   | Islândia       | 8:08.71 |                  |
| 26   | 4       | 8    | Ahmed Akaram         | Egito          | 8:08.73 |                  |
| 27   | 4       | 9    | Alejandro Gómez      | Venezuela      | 8:09.04 |                  |
| 28   | 3       | 0    | Arturo Pérez Vertti  | México         | 8:09.23 |                  |
| 29   | 1       | 5    | Marcelo Acosta       | El Salvador    | 8:17.39 |                  |
| 30   | 1       | 4    | Jang Sang-Jin        | Coreia do Sul  | 8:18.51 |                  |
| 31   | 2       | 2    | Martin Naidich       | Argentina      | 8:20.53 |                  |
| 32   | 2       | 9    | Nezir Karap          | Turquia        | 8:21.31 |                  |
| 33   | 1       | 3    | Khader Baqleh        | Jordânia       | 8:43.13 |                  |
| 34   | 1       | 6    | Brandon Schuster     | Samoa          | 9:27.45 |                  |

### Final
Esse foi o resultado da final. 
| Pos.              | Raia | Nadador              | Nacionalidade  | Tempo   | Notas            |
| ----------------- | ---- | -------------------- | -------------- | ------- | ---------------- |
| Medalha de ouro   | 5    | Sun Yang             | China          | 7:41.36 |                  |
| Medalha de prata  | 6    | Michael McBroom      | Estados Unidos | 7:43.60 | Recorde nacional |
| Medalha de bronze | 3    | Ryan Cochrane        | Canadá         | 7:43.70 |                  |
| 4                 | 4    | Connor Jaeger        | Estados Unidos | 7:44.26 |                  |
| 5                 | 8    | Jordan Harrison      | Austrália      | 7:47.38 |                  |
| 6                 | 1    | Gregorio Paltrinieri | Itália         | 7:50.29 |                  |
| 7                 | 7    | Pál Joensen          | Ilhas Feroé    | 7:52.57 |                  |
| 8                 | 2    | Oussama Mellouli     | Tunísia        | 7:52.79 |                  |

Legenda
| Recorde mundial       | Recorde mundial (World record)               |                       | Recorde africano                      | Recorde africano (African) |                                           | Q | Classificado por posição (Qualified) |
| Recorde do campeonato | Recorde do campeonato (Championship record)  | Recorde da América    | Recorde da América (Americas)         | q                          | Classificado por melhor tempo (Qualified) |   |                                      |
| Melhor marca do ano   | Melhor marca do ano (World leading)          | Recorde asiático      | Recorde asiático (Asian)              | DNS                        | Não largou (Did not start)                |   |                                      |
| Recorde nacional      | Recorde nacional (National record)           | Recorde europeu       | Recorde europeu (European)            | DNF                        | Não terminou (Did not finish)             |   |                                      |
| Recorde pessoal       | Recorde pessoal do atleta (Personal best)    | Recorde da Oceania    | Recorde da Oceania (Oceania)          | DSQ / DQ                   | Desclassificado (Disqualified)            |   |                                      |
| Recorde da temporada  | Recorde da temporada do atleta (Season best) | Recorde sul-americano | Recorde sul-americano (South America) | NM                         | Sem marca (No mark)                       |   |                                      |